# Antiholinergik
Antiholinêrgik ali  holinergični antagonist je učinkovina, ki z vezavo na holinergične receptorje zavira delovanje acetilholina v osrednjem in obkrajnem živčevju. Antiholinergiki selektivno zavrejo vezavo živčnega prenašalca acetilholina na receptorje v živčnih celicah in s tem zavrejo proženje parasimpatičnih živčnih impulzov. Živci parasimpatičnega živčevja so sicer odgovorni za nehotene gibe gladkega mišičja v prebavilih, sečilih, pljučih ...

## Razvrstitev
Glede na specifičnost zaviranja acetilholinskih receptorjev razdelimo antiholinergike v tri skupine:
- antimuskariniki – zavirajo muskarinske receptorje[3], ki se nahajajo zlasti v osrednjem živčevju (npr. atropin, difenhidramin, ipratropij, tropikamid[4])
- ganglijski zaviralci –  preprečujejo prenos dražljajev v ganglijih avtonomnega živčevja in delujejo kot antagonisti na nikotinskih receptorjih[5] (npr. mekamilamin[6] )
- zaviralci živčno-mišičnega stika – prav tako zavirajo nikotinskke receptorje, a na stiku živcev z mišicami (npr. atrakurium, tubokurarin[7])

## Uporaba v medicini
Antiholinergiki z delovanjem na nikotinske receptorje se uporabljajo zlasti v anesteziologiji kot zaviralci živčno-mišičnega stika, medtem ko se antimuskariniki uporabljajo kot bronhodilatatorji (npr. pri astmi, kroničnem bronhitisu,  KOPB), pri boleznih sečil in prebavil zaradi pretirane zakrčenosti gladkega mišičja in kot antiparkinsoniki.
Antiholinergiki zavirajo tudi izločanje sline in večinoma povzročajo sedacijo, zaradi česar se nekateri uporabljajo med kirurškim posegom.